# Publio Cortini
Publio Cortini (Roma, 13 settembre 1895 – Roma, 20 agosto 1969) è stato un imprenditore, ingegnere e industriale italiano.
Fu gran maestro del Grande Oriente d'Italia dal 1953 al 1956.

## Biografia
Fu collaboratore di Guglielmo Marconi durante gli studi sulle trasmissioni del segnale radio; sotto la guida di Marconi riuscì a completare numerosi esperimenti di trasmissione del segnale tra Roma e Tripoli.
Ricoprì la carica di Presidente della MATER (acronimo per "Motori Alimentatori Trasformatori Elettrici Roma"), la più importante industria romana del tempo.
Venne iniziato in Massoneria il 5 novembre 1919 nella loggia romana "Rienzi". Nel 1945 fu gran tesoriere del Grande Oriente d'Italia sotto la gran maestranza di Guido Laj. Divenne egli stesso gran maestro del GOI il 4 ottobre 1953, rimanendo in carica sino al 27 settembre 1956, giorno in cui si dimise per ragioni di salute. Si occupò principalmente di ricucire i rapporto del Grande Oriente d'Italia con le altre comunioni massoniche internazionali, oltre a riunire i vari gruppi massonici sparsi sul territorio italiano. Insignito del 33º ed ultimo grado del Rito scozzese antico ed accettato nel 1945, fu membro effettivo del Supremo Consiglio d'Italia dal 1965 alla morte.